# Cinanas
Cinanas is een bestuurslaag in het regentschap Brebes van de provincie Midden-Java, Indonesië. Cinanas telt 5861 inwoners (volkstelling 2010).